# Actio und Reactio

Körper A (der Apfel) wird über die Gravitation von Körper B (die Erde) angezogen, daher greift die Kraft („Actio“) am Schwerpunkt des Apfels an. Aufgrund des Wechselwirkungsprinzips muss nun am Schwerpunkt der Erde die Kraft („Reactio“) angreifen. Der Apfel ist mit seinem Stiel am Baum befestigt und somit wirkt zusätzlich eine Zwangskraft auf den Apfel, die ihn am Fallen hindert. Zwangskraft und Actio bilden ein Kräftegleichgewicht (am gleichen Körper). Actio und Reactio bilden dagegen das in diesem Artikel beschriebene Wechselwirkungspaar (an zwei Körpern).

Das Prinzip von Actio und Reactio  (auch Gegenwirkungsprinzip, Wechselwirkungsprinzip oder drittes Newtonsches Axiom) ist das dritte Newtonsche Gesetz. Es besagt, dass bei der Wechselwirkung zwischen zwei Körpern jede „Aktion“ (Kraft von Körper A auf B) gleichzeitig eine gleich große „Reaktion“ (Gegenkraft von Körper B auf A) erzeugt, die auf den Verursacher der „Aktion“ zurückwirkt:
{\displaystyle {\vec {F}}_{A\to B}=-{\vec {F}}_{B\to A}}
Oft wird es auch „Actio et Reactio“ (lateinisch für ‚Aktion und Reaktion‘), „Actio est Reactio“ (lateinisch für ‚Aktion ist [gleich] Reaktion‘) oder „Aktion gleich Reaktion“ genannt.

## Grundlagen
Das Prinzip von Actio und Reactio ist die lex tertia nach Sir Isaac Newton.

“Lex III. Actioni contrariam semper et aequalem esse reactionem: sive corporum duorum actiones in se mutuo semper esse aequales et in partes contrarias dirigi.”

„Die Wirkung[actio] ist stets der Gegenwirkung[reactio] gleich, oder die Wirkungen zweier Körper auf einander sind stets gleich und von entgegengesetzter Richtung.“

Aus moderner Sicht sollte man statt der beiden Wörter Wirkung oder Aktion hier Kraft lesen, denn die Bedeutung der beiden erstgenannten Wörter ist in der heutigen Physik anders festgelegt. Eine Kraft ist eine zeitliche Änderung des Impulses. Das Prinzip von Actio und Reactio ist damit äquivalent zur Impulserhaltung in abgeschlossenen Systemen. Denn genau wenn der Gesamtimpuls konstant ist, 
{\displaystyle \sum _{i}{\vec {p_{i}}}=\mathrm {const} },
gilt
{\displaystyle \sum _{i}{\frac {\mathrm {d} {\vec {p_{i}}}}{\mathrm {d} t}}=0},
wobei 
{\displaystyle {\vec {F}}_{i}={\frac {\mathrm {d} {\vec {p_{i}}}}{\mathrm {d} t}}}
die Kraft ist, die von den anderen Körpern auf den i-ten Körper insgesamt ausgeübt wird. Die zeitliche Konstanz des Gesamtimpulses ist demnach äquivalent dazu, dass die Summe aller Kräfte in einem abgeschlossenen System Null ergibt.
Nach dem Noether-Theorem lässt sich die Impulserhaltung wiederum aus der Homogenität des Raumes herleiten, also aus der Tatsache, dass die physikalischen Gesetze nicht von der Position im Raum abhängen.
Zu beachten ist, dass eine unmittelbare Fernwirkung zweier Körper aufeinander in der speziellen Relativitätstheorie, in Feldtheorien wie der Elektrodynamik und der allgemeinen Relativitätstheorie nicht existieren kann. Hier gilt vielmehr die Impulserhaltung bzw. Energie-Impulserhaltung des Gesamtsystems aus Körpern und Feldern.

## Wechselwirkung und Gleichgewicht
Das Wechselwirkungsprinzip, bei dem Kraft und Gegenkraft auf unterschiedliche Körper wirken, darf nicht mit einem Kräftegleichgewicht verwechselt werden (siehe nebenstehende Abbildung), bei dem sich zwei gleich große, aber entgegengesetzte Kräfte an einem Körper ausgleichen (und damit der Bewegungszustand des Körpers unverändert bleibt). Um diese Unterscheidung zu erleichtern, wird manchmal auch die Bezeichnung „Reaktionskraft“ oder „Wechselwirkungskraft“ verwendet für die Kraft, die aufgrund des Wechselwirkungsprinzips rückwirkt.

## Erklärungen
Ganz allgemein gilt: Wenn ein Körper eine Kraft auf einen anderen Körper ausübt, wird er selbst von dem anderen Körper genauso stark (zurück-)beeinflusst.

Wenn bei dieser Wechselwirkung der Bewegungszustand des einen Körpers geändert wird, so erfolgt Gleiches für den anderen Körper in die entgegengesetzte Richtung. Die Veränderung der Geschwindigkeiten beider Körper ist dabei nur in Sonderfällen gleich, tatsächlich ist die Änderung des Impulses gemeint.
In Newtons Mechanik verlangt das dritte Axiom zwingend, dass bei einer Kraft zwei Körper beteiligt sein müssen, die beide in jedem Augenblick die genau gleiche, aber entgegengesetzte Kraft erfahren. Kräfte können also nur von Körpern ausgehen und nur auf Körper wirken. Deshalb kann ein Vakuum oder ein Sog allein keine Kraft ausüben. Beim Apfel am Baum wirkt die Schwerkraft zwischen den Körpern Erde und Apfel, diese beiden Kräfte (einerseits auf den Apfel, andererseits auf die Erde) sind die Wechselwirkungskräfte im Sinne von Actio und Reactio. Dazu kommt die Haltekraft zwischen Apfel und Ast (die wiederum eine Wechselwirkungskraft zwischen Baum und Erde besitzt). Auf den einen Apfel selbst wirken zwei Kräfte. Er bleibt in Ruhe, es herrscht Kräftegleichgewicht. Erst wenn die Haltekraft wegfällt, bewegt sich der Apfel gleichmäßig beschleunigt auf die Erde zu und diese fällt beschleunigt auf den Apfel zu. Die Beschleunigung der Erde ist aber viel geringer als die Erdbeschleunigung von ungefähr 9,81 m/s2 (mit der sich die Geschwindigkeit des Apfels verändert), da die Masse der Erde die des Apfels um viele Größenordnungen übersteigt.
Beispiele:
- Wenn ein Pferd über ein Seil an einem Stein zieht, wirkt auf das Pferd gleichermaßen eine Kraft in Richtung Stein: Für das Seil zieht das Pferd genauso vom Stein weg, wie der Stein in Gegenrichtung Widerstand leistet, kein Objekt wird bevorzugt. Dabei ist es unerheblich, ob sich auf der anderen Seite ein Stein oder ein mit gleicher Kraft ziehendes zweites Pferd befindet.
- Wenn sich zwei Rollschuhläufer gegenüberstehen und einer von ihnen den anderen zu sich heranzieht (oder wegdrückt), so sind die Kräfte auf beide Rollschuhfahrer gleich groß und entgegengesetzt. Die Beschleunigungen sind es in der Regel nicht – der Rollschuhläufer mit der kleineren Masse erfährt eine größere Beschleunigung (2. Newtonsches Axiom). Es ist wichtig anzumerken, dass die actio/reactio an unterschiedlichen Objekten greift.
- Ein weiteres Beispiel für das Wechselwirkungsprinzip ist das Fahren mit einem Ruderboot: Mit den Rudern drückt man das Wasser nach hinten. Die reactio des Wassers wirkt auf das Boot nach vorne.
- Bei einem Kugelschreiber, den man in der Hand hält, fühlt man sein Gewicht, also die Kraft, mit der er von der Erde angezogen wird. Nach dem Newtonschen Gravitationsgesetz wirkt diese Anziehungskraft aber in beide Richtungen: Mit der gleichen Kraft wird ihrerseits die Erde vom Kugelschreiber angezogen, nur geht dies angesichts der Massenverhältnisse sozusagen unter und kann nicht gefühlt werden, ist aber in der physikalischen Realität vorhanden.
- Baron Münchhausen kann sich nicht selbst am Schopf aus dem Sumpf ziehen. Haar und Hand erfahren die gleiche, aber entgegengesetzte Kraft und heben einander in der Wirkung auf. Im Inneren des abgeschlossenen Systems aus Haar, Körper und Hand ist die Summe der Kräfte null. Er bräuchte einen zweiten Körper außerhalb des Sumpfes.
- Zwei unterschiedlich starke Stabmagnete hängen an ihren Polen zusammen. Durch einfaches Auseinanderziehen ist es nicht möglich festzustellen, welcher der stärkere ist, da beide eine genau gleich große Kraft erfahren. Dasselbe gilt für zwei unterschiedlich stark elektrisch aufgeladene Körper, auch sie erfahren jeweils die gleiche Kraft.
- Ein Auto (im Vorwärtsgang) drückt mit seinen Reifen (Körper 1) nach hinten gegen den Straßenbelag (Körper 2). Dessen Reaktionskraft bringt das Auto nach vorn. Eis auf der Straße koppelt die Straße vom Reifen ab. Es kann keine horizontale Kraft wirken und so gibt es auch keine reactio, die Räder drehen durch und das Auto kommt nicht vom Fleck.
- Beim Propellerflugzeug sind der Propeller und die Luft die beiden für die Vortriebskraft verantwortlichen Körper. Als actio beschleunigt der Propeller die Luft nach hinten. Die reactio ist die Kraft der Luft auf den Propeller, die das Flugzeug vorwärts bringt. Beim Auftrieb des Flugzeugs ist die Tragfläche der eine Körper, der die Luft als zweiten Körper nach unten beschleunigt. Die Reaktionskraft der Luft nach oben lässt das Flugzeug fliegen.
- Bei Raketen ist die Brennkammer der eine, der mitgeführte Treibstoff der zweite Körper. Als Reaktion auf das Ausstoßen der Verbrennungsgase wird die Rakete beschleunigt. In diesem Fall nennt man das Wechselwirkungsgesetz auch Rückstoßprinzip und man spricht vom Rückstoßantrieb.
- Ein schwieriger Fall ist das Tauziehen. Im Seil wirkt in jedem Augenblick in beide Richtungen immer die gleiche Kraft, auch bei ruckartigen Bewegungen. Damit könnte scheinbar keine Mannschaft gewinnen. Aber: Jede Mannschaft übt mit den Füßen eine Kraft auf den Erdboden aus. Sie beide zusammen sind der eine Körper, über eine innere Kraft durch das Seil verbunden, der Erdboden ist der andere. Wer auf den Erdboden die größere Kraft ausübt und dort die größere Reaktionskraft hervorruft, wird gewinnen.
- Die Fliehkraft ist eine Scheinkraft, weil der zweite Körper fehlt, von dem eine Zugkraft nach außen ausgeht. Eine „richtige“ Kraft ist die Zentripetalkraft, die am kreisenden Körper in Richtung Kreismittelpunkt wirkt und ihn auf der Bahn hält.